# Будачка Ријека
Будачка Ријека је насељено мјесто у општини Крњак, на Кордуну, Карловачка жупанија, Република Хрватска.

## Историја
У току Другог свјетског рата страдало је 108 становника Будачке Ријеке.
До територијалне реорганизације насеље се налазио у саставу бивше велике општине Карловац. Будачка Ријека се од распада Југославије до августа 1995. године налазила у Републици Српској Крајини.

## Становништво
Будачка Ријека је према попису из 2011. године имала 245 становника.
| Националност       | 1991. | 1981. | 1971. | 1961. |
| Срби               | 420   | 508   | 563   | 589   |
| Хрвати             | 5     | 5     | 6     | 7     |
| Југословени        |       | 4     | 1     |       |
| Словенци           |       | 1     | 1     | 2     |
| остали и непознато | 4     | 5     |       |       |
| Укупно             | 429   | 523   | 571   | 598   |

| Демографија | Демографија | Демографија |
| Година      | Становника  | Становника  |
| ----------- | ----------- | ----------- |
| 1961.       | 598         |             |
| 1971.       | 571         |             |
| 1981.       | 523         |             |
| 1991.       | 429         |             |
| 2001.       | 251         |             |
| 2011.       |             | 245         |

## Попис 1991.
На попису становништва 1991. године, насељено место Будачка Ријека је имало 429 становника, следећег националног састава:
| Попис 1991.‍  | Попис 1991.‍  | Попис 1991.‍ | Попис 1991.‍ | Попис 1991.‍ |
| ------------ | ------------ | ----------- | ----------- | ----------- |
|              |              |             |             |             |
| Срби         | Срби         |             | 420         | 97,90%      |
| Хрвати       | Хрвати       |             | 5           | 1,16%       |
| Словенци     | Словенци     |             | 1           | 0,23%       |
| неопредељени | неопредељени |             | 1           | 0,23%       |
| непознато    | непознато    |             | 2           | 0,46%       |
| укупно: 429  |              |             |             |             |